# 国安 (掛川市)
国安（くにやす）は、静岡県掛川市にある大字。

## 地理

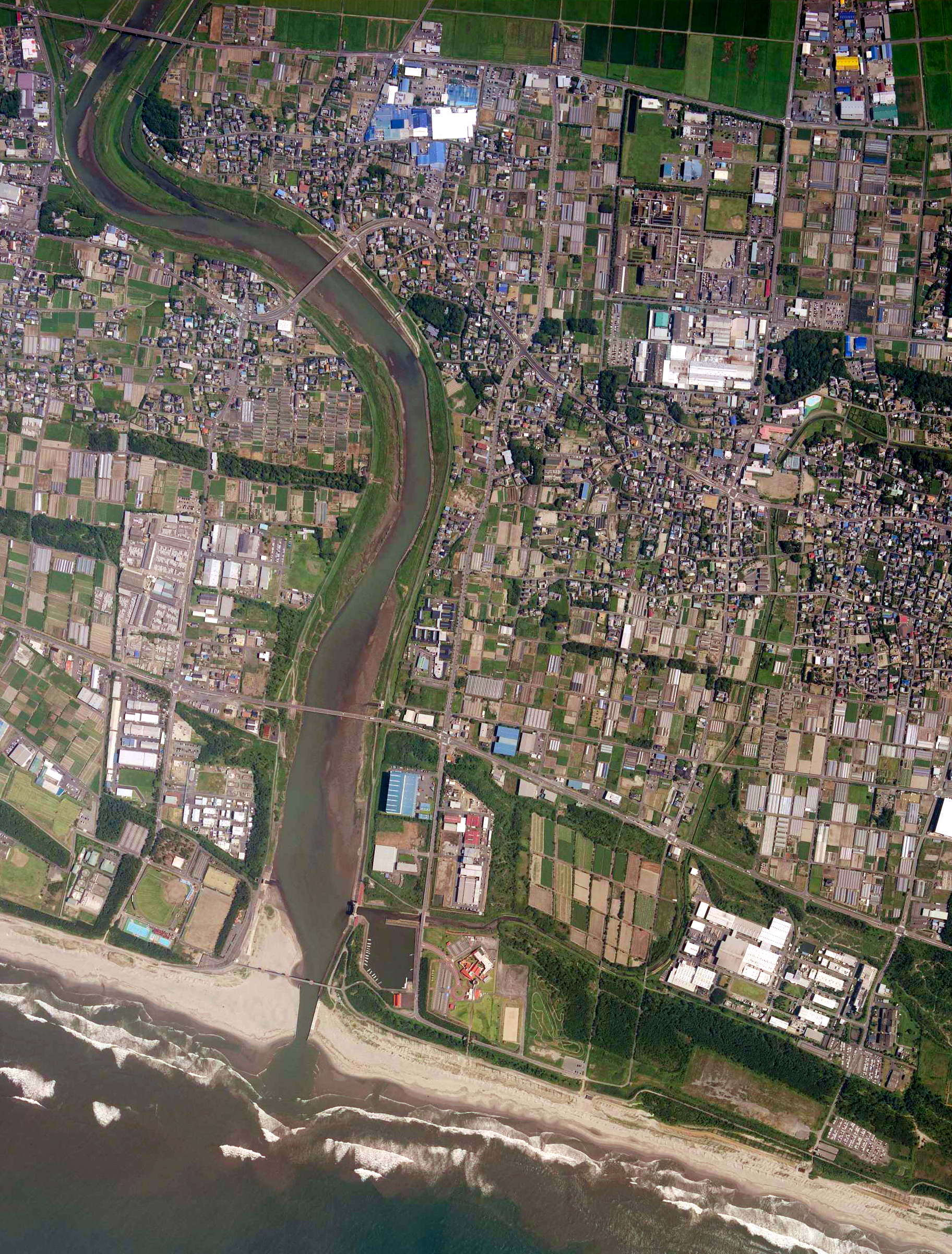
国安の航空写真（2009年8月4日撮影）

静岡県掛川市の南端に位置する。合併前の旧大東町においては南東端に位置していた。南北に広がる形状の大字である。大字の全域が平地となっている。北には田畑が広がっており、人家や商店なども集まっている。大東工業団地などには工場も多く立地している。南は遠州灘に面しており、沿岸には国安海岸が広がり、砂防林も多く見受けられる。また、竹下内閣の「自ら考え自ら行う地域づくり事業」の交付金をもとに大東町役場が温泉を掘削したところ、ナトリウム・塩化物温泉（高張性弱アルカリ性低温泉）の源泉を掘り当てていることから、温泉地としての側面もあった。
中央を北から南に向かって菊川が流れており、遠州灘に注いでいる。さらに、牛淵川が北西から南東に向かって流れており、菊川に合流している。加えて、高松川が東から西に向かって流れており、菊川の河口付近にて合流している。
近隣には大字の名称と集落の名称とが一致しない地が散見されるが、国安においては大字としての住所表記は「国安」と記され、集落としても同じく「国安」と呼ばれている。なお、集落としての国安は、掛川市の自治区である国浜区に属している。

### 河川
- 菊川
- 牛淵川
- 高松川

### 海洋
- 遠州灘

## 歴史
国安と呼ばれている地は、町村制が施行された1889年（明治22年）に静岡県城東郡千浜村の一部となった。その後の度重なる市町村合併を経て、1973年（昭和48年）4月よりこの地は大東町の一部となった。のちに大東町が掛川市、大須賀町と合併することになり、2005年（平成17年）4月よりこの地は掛川市の一部となった。

### 沿革
- 1871年 - 城東郡が静岡県に移管。
- 1871年 - 城東郡が浜松県に移管。
- 1876年 - 城東郡が静岡県に移管。

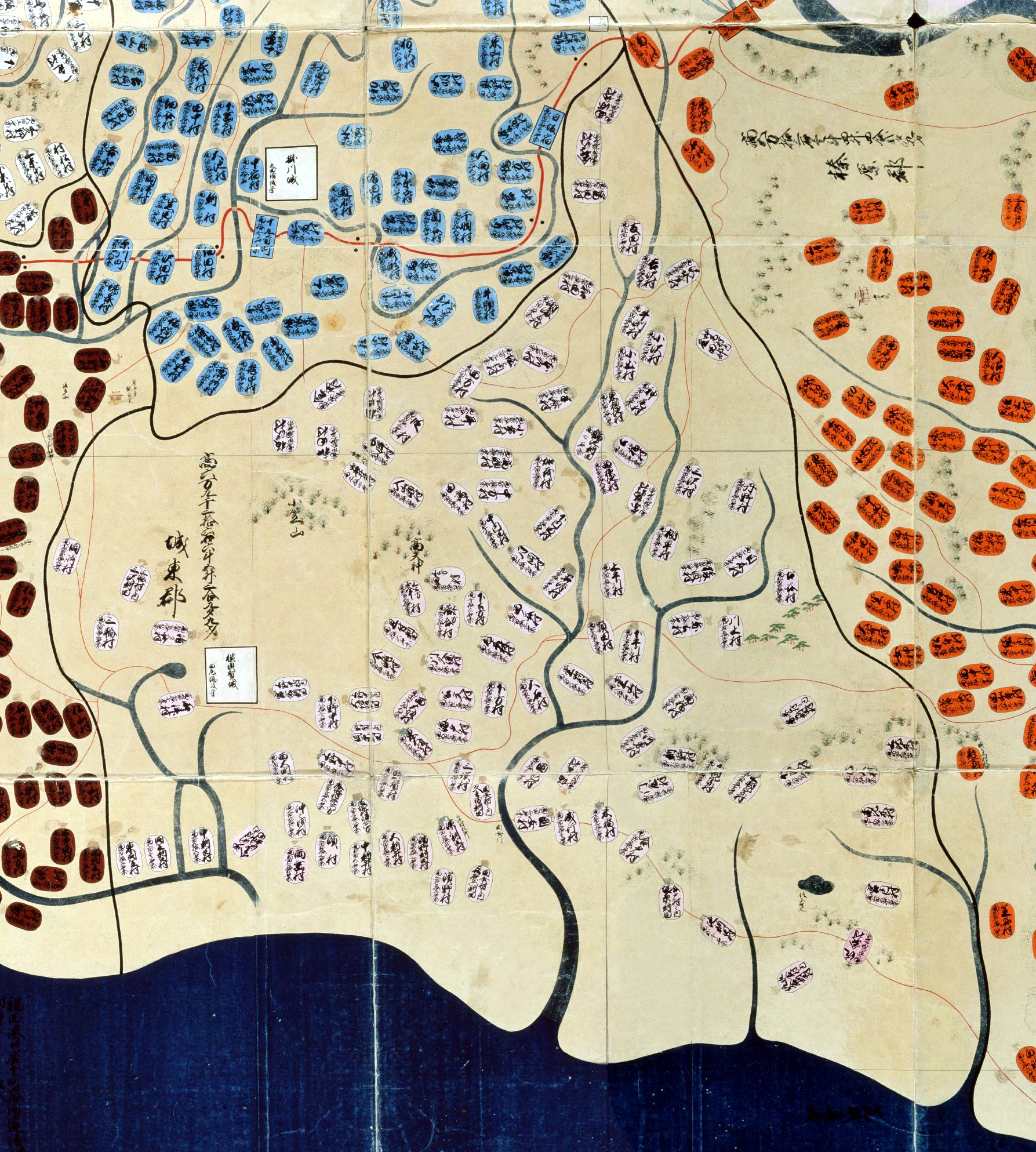
江戸時代に描かれた「遠江國」（『天保國繪圖』天保9年）。城東郡の村は薄桃色で示されており「國安村」がみえる

- 1889年 - 静岡県城東郡千浜村、国安村、久兵衛新田、喜右衛門新田、国包村、坂里村が合併して千浜村を設置。
- 1896年 - 静岡県佐野郡、城東郡が合併して小笠郡を設置。
- 1956年 - 静岡県小笠郡大坂村、千浜村が合併して大浜町を設置。
- 1973年 - 静岡県小笠郡大浜町、城東村が合併して大東町を設置。
- 2005年 - 静岡県掛川市、小笠郡大東町、大須賀町が合併して掛川市を設置。

## 世帯数と人口
2024年（令和6年）11月末日現在の世帯数と人口は以下の通りである。
| 大字 | 世帯数  | 人口  |
| ---- | ------- | ----- |
| 国安 | 315世帯 | 753人 |

## 事業所
2021年（令和3年）現在の事業所数と従業員数は以下の通りである。
| 大字 | 事業所数 | 従業員数 |
| ---- | -------- | -------- |
| 国安 | 58事業所 | 895人    |

## 小・中学校の学区
公立小・中学校に通う場合、学区は以下の通りとなる。
| 番地 | 小学校             | 中学校             |
| ---- | ------------------ | ------------------ |
| 全域 | 掛川市立千浜小学校 | 掛川市立大浜中学校 |

## 交通

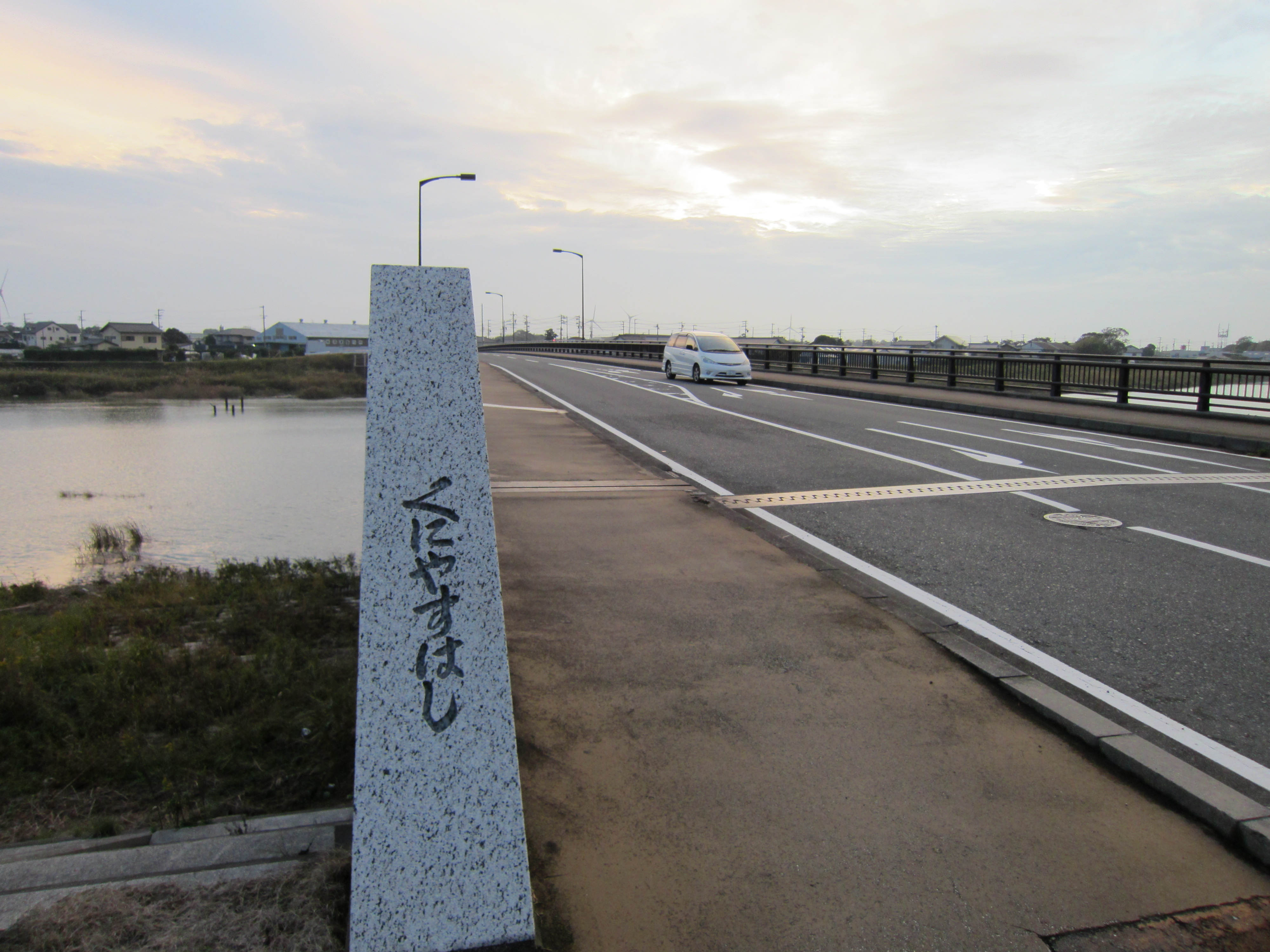
菊川に架かる静岡県道372号大東相良線の国安橋

### バス
- しずてつ掛川大東浜岡線 - 国安停留所

### 道路
- 国道150号
- 静岡県道372号大東相良線
- 静岡県道376号浜松御前崎自転車道線

## 施設

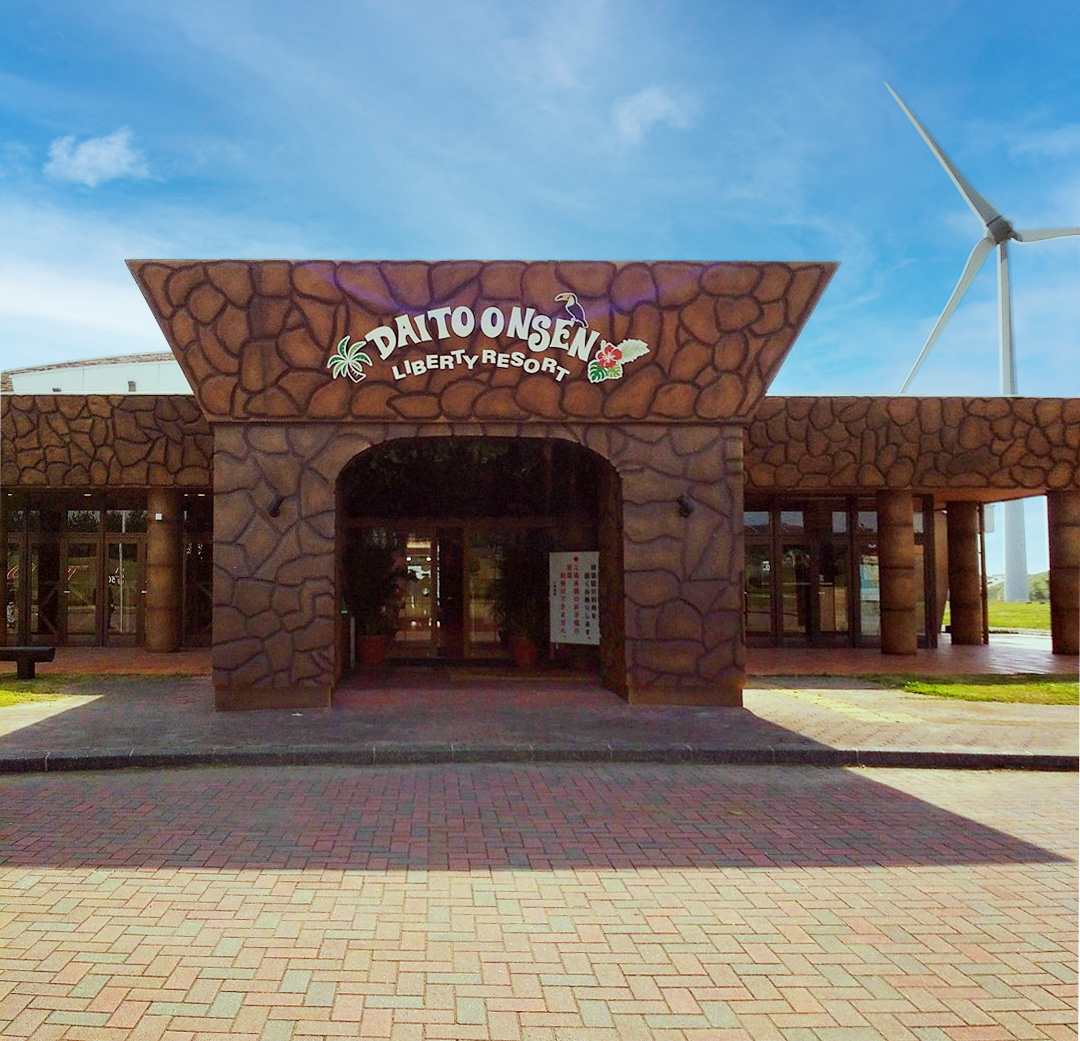
リバティーリゾート大東温泉

- 国浜公民館
- 国浜コミュニティ防災センター[7]
- 大東総合運動場[8]
- 御前崎遠州灘県立自然公園
- 大東海洋公園
- 掛川市大東B&G海洋センター[9]
- 大東マリーナ[10]
- リバティーリゾート大東温泉[11]
- 特別養護老人ホームくにやす苑[12]
- 八坂神社[13]
- 中部電力パワーグリッド株式会社大東変電所
- 大東工業団地

## その他

### 郵便
- 郵便番号：437-1413[3]（集配局：遠江大東郵便局）

### 警察
警察の管轄区域は以下の通りである。
| 番地 | 警察署     | 交番・駐在所 |
| ---- | ---------- | ------------ |
| 全域 | 掛川警察署 | 大東交番     |

### 消防
消防の管轄区域は以下の通りである。
| 番地 | 消防署・分署 | 消防団分団   |
| ---- | ------------ | ------------ |
| 全域 | 南消防署     | 大東第一分団 |

## ギャラリー

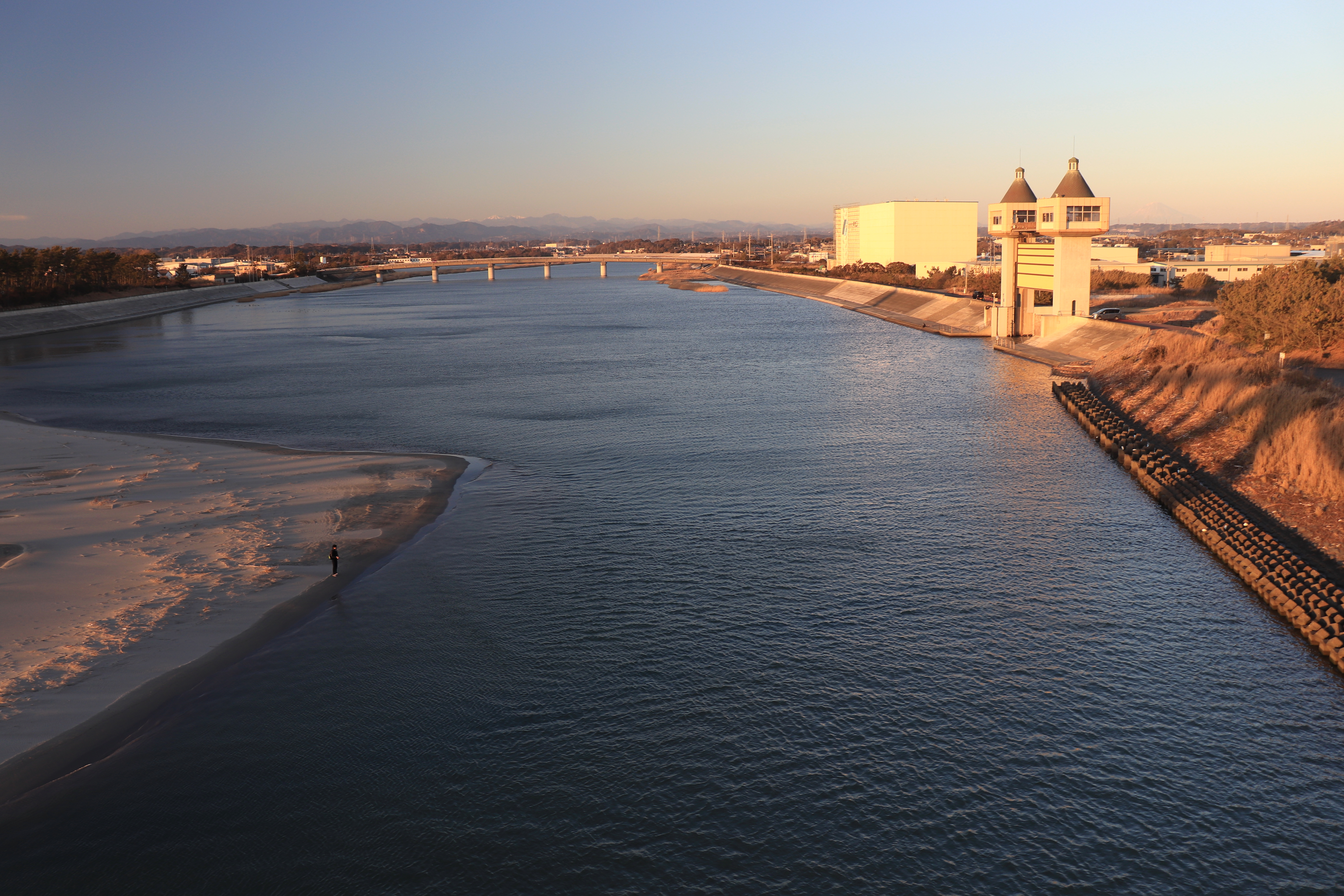
潮騒橋から菊川の上流を望む
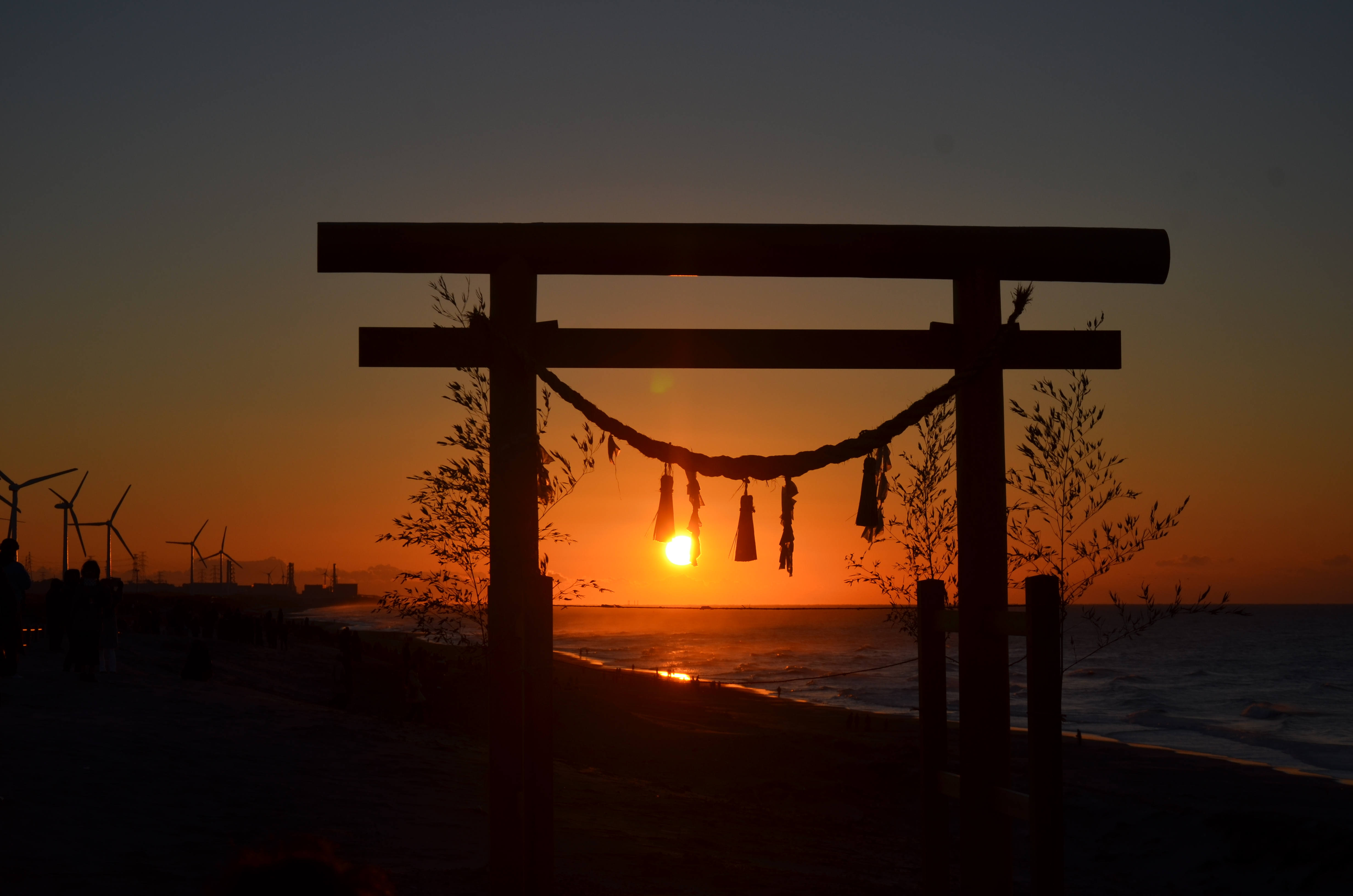
初日の出と国安海岸の鳥居
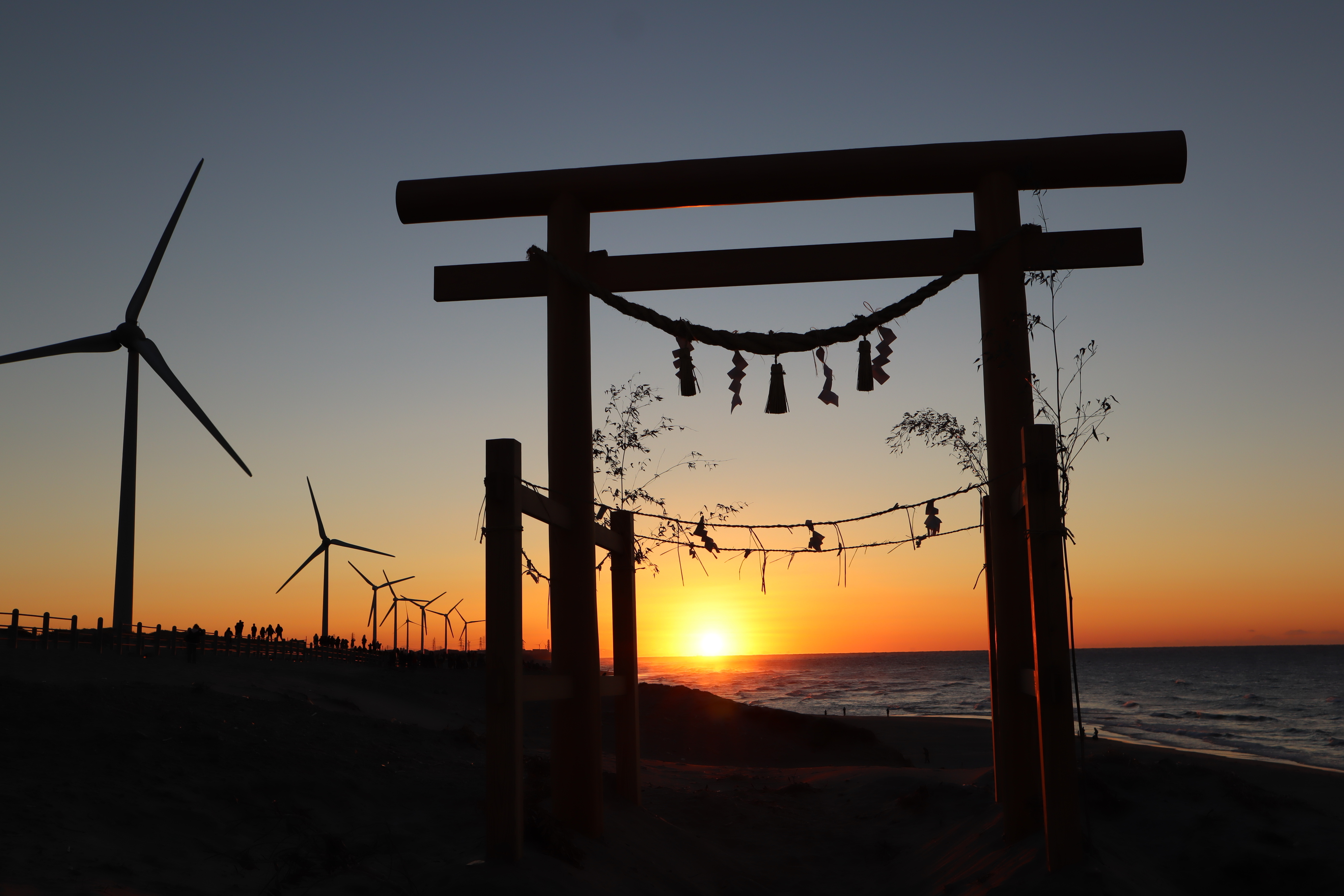
国安海岸の鳥居と風車群
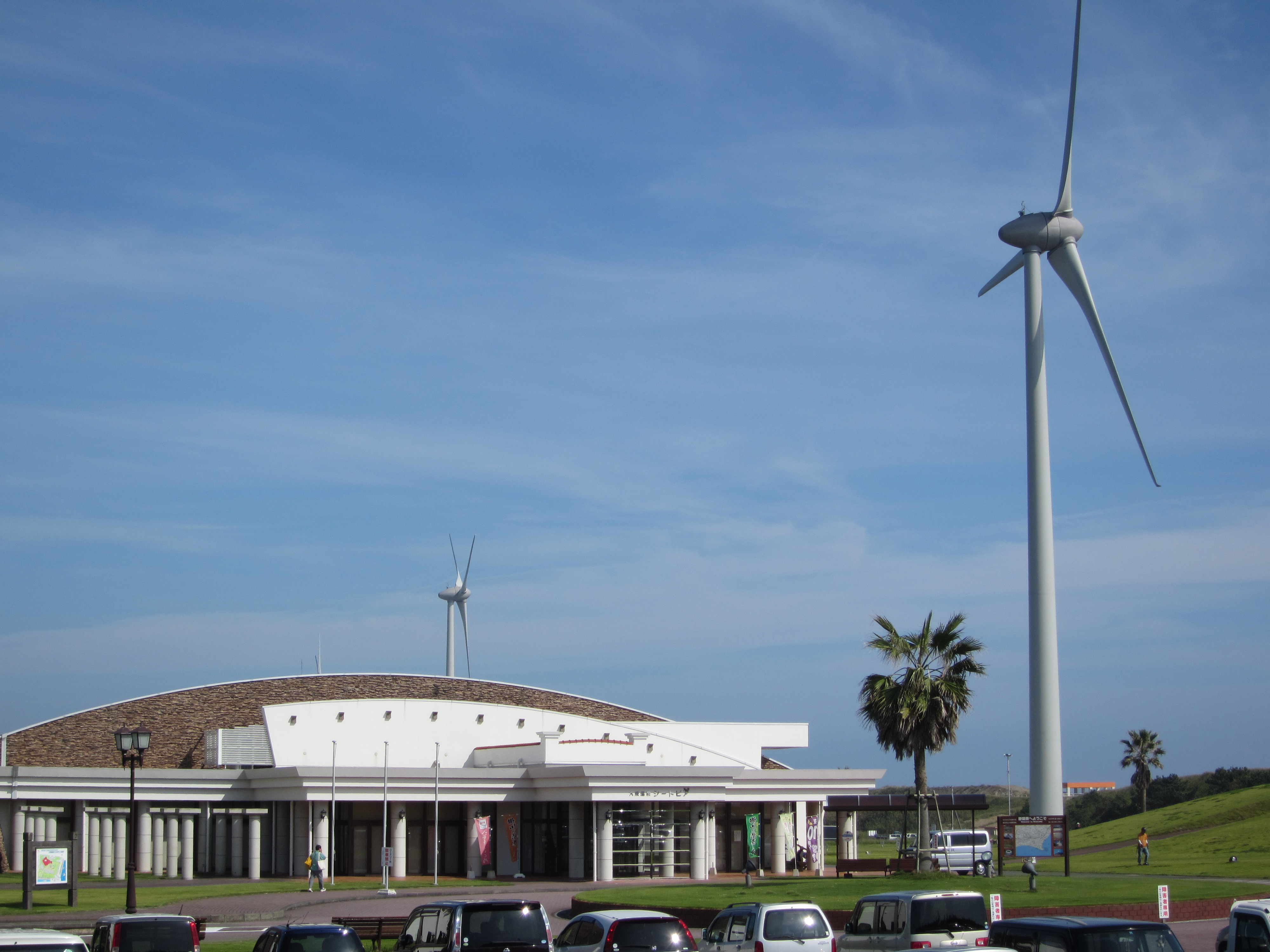
掛川市健康ふれあい館（左）と大東海洋公園風力発電施設の風車（右）
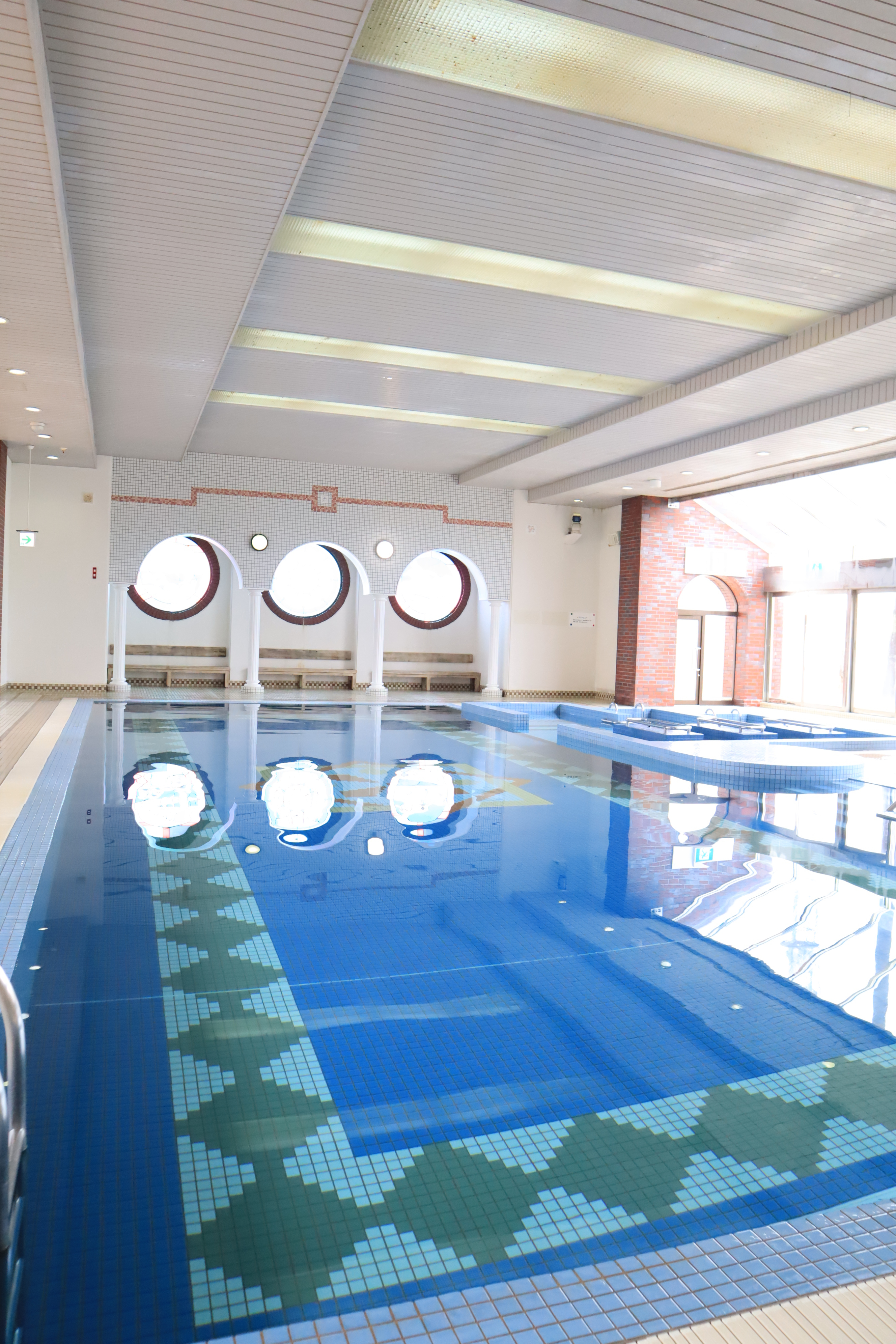
掛川市健康ふれあい館の温水プール（2018年6月下旬、掛川市役所観光・CP課により撮影）
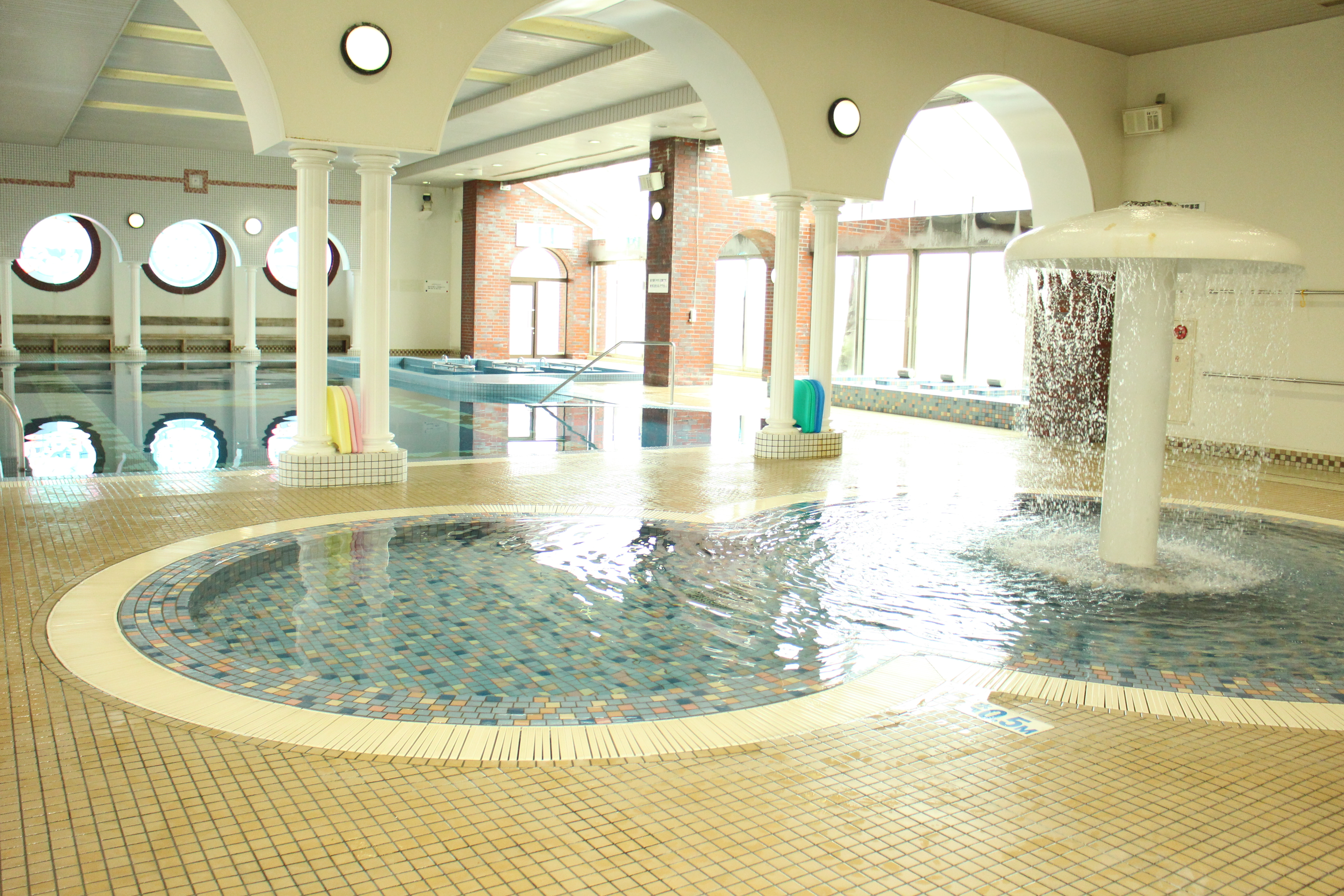
掛川市健康ふれあい館の設備（2018年6月下旬、掛川市役所観光・CP課により撮影）
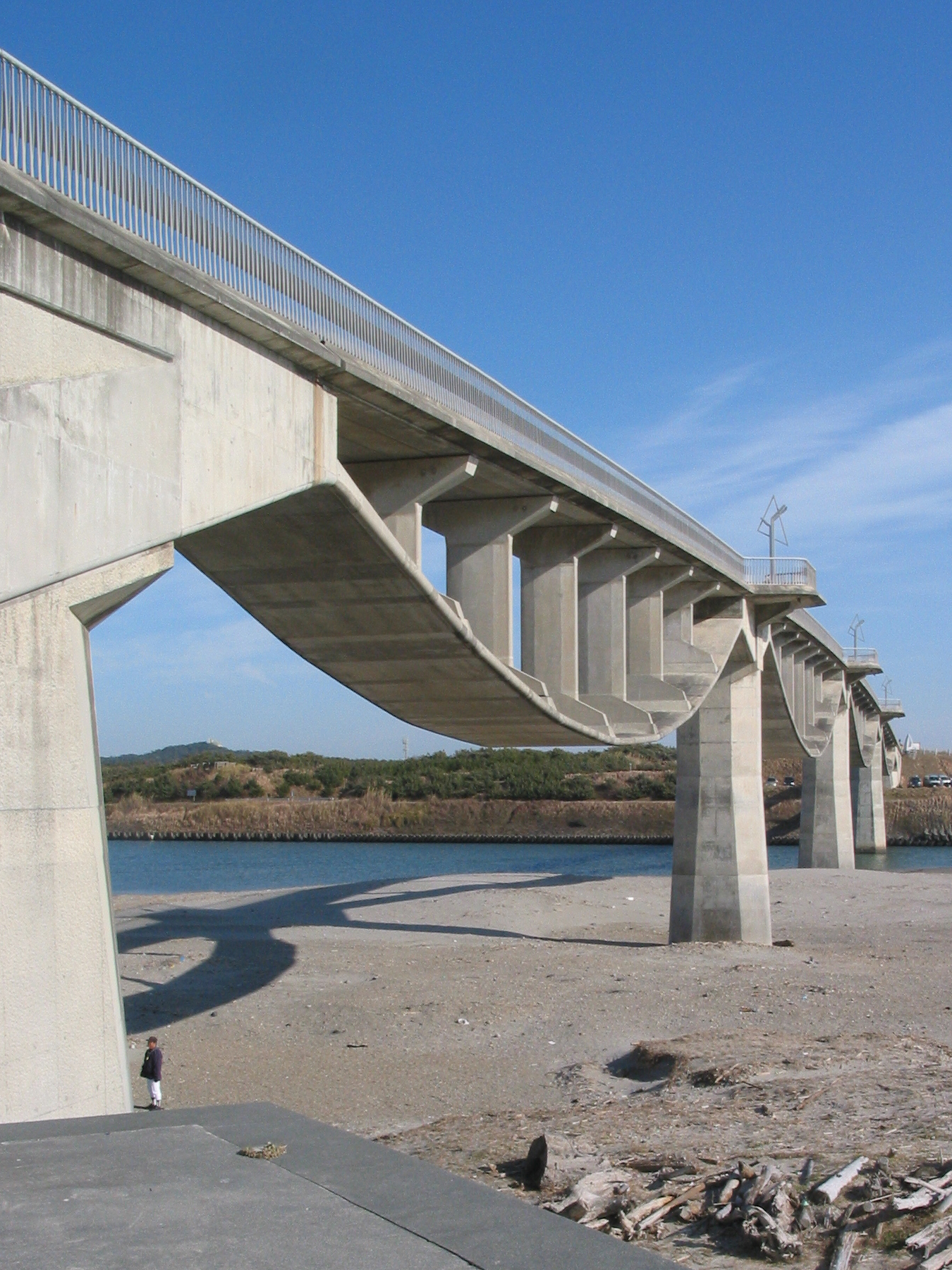
静岡県道376号浜松御前崎自転車道線の潮騒橋

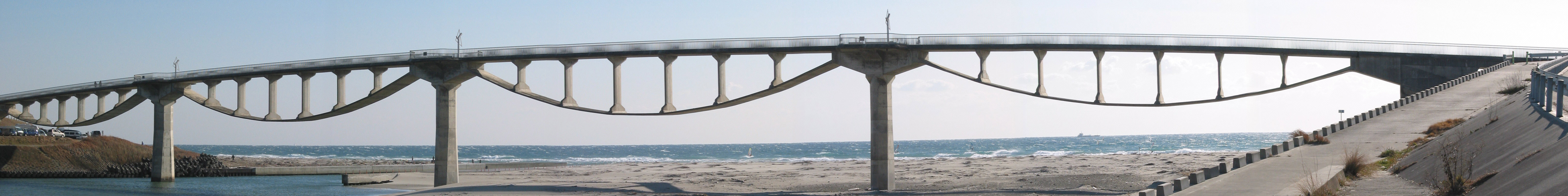
潮騒橋越しに国安海岸と太平洋を望む（2007年1月13日撮影）

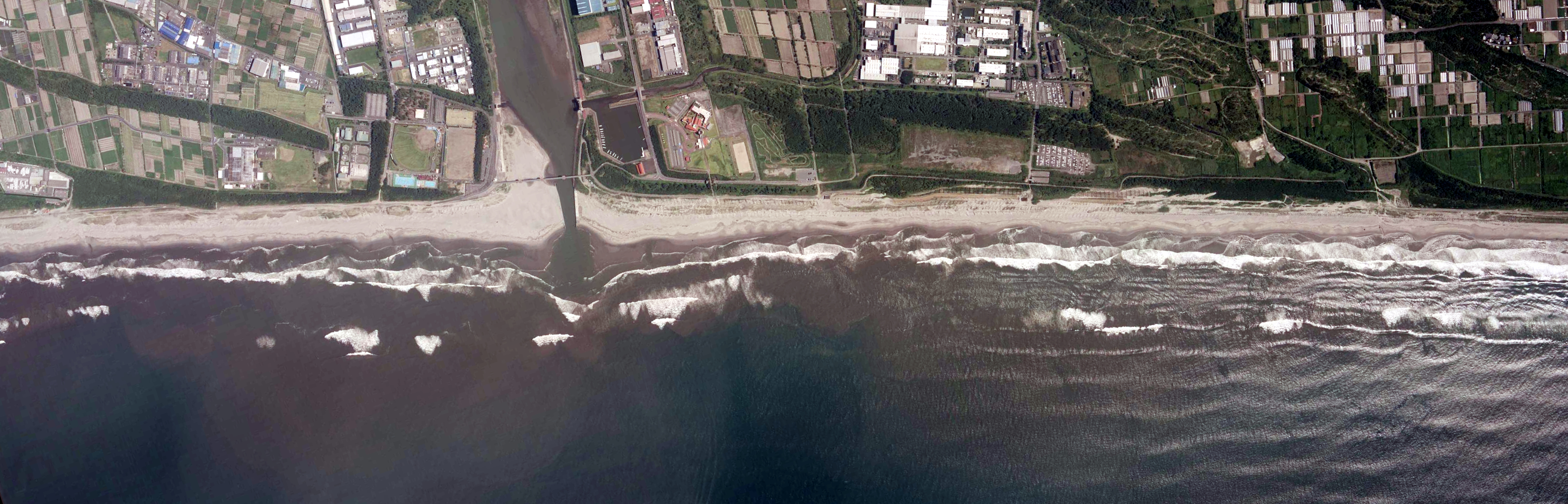
南遠大砂丘を構成する国安海岸（左）と千浜海岸（右）の航空写真（2009年8月4日撮影）

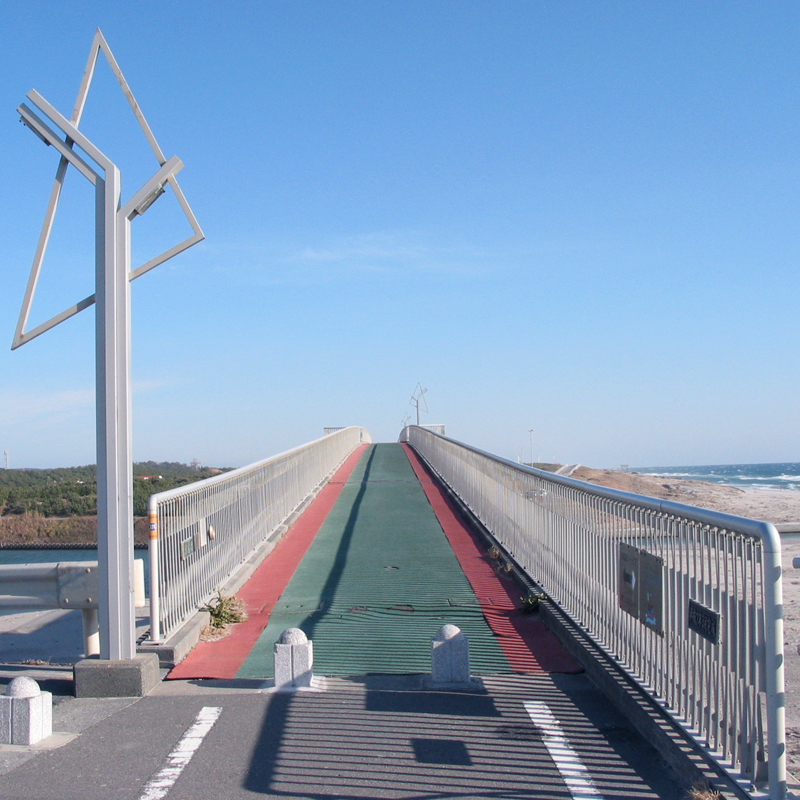
静岡県道376号浜松御前崎自転車道線の潮騒橋